# Virga Jesseommegang

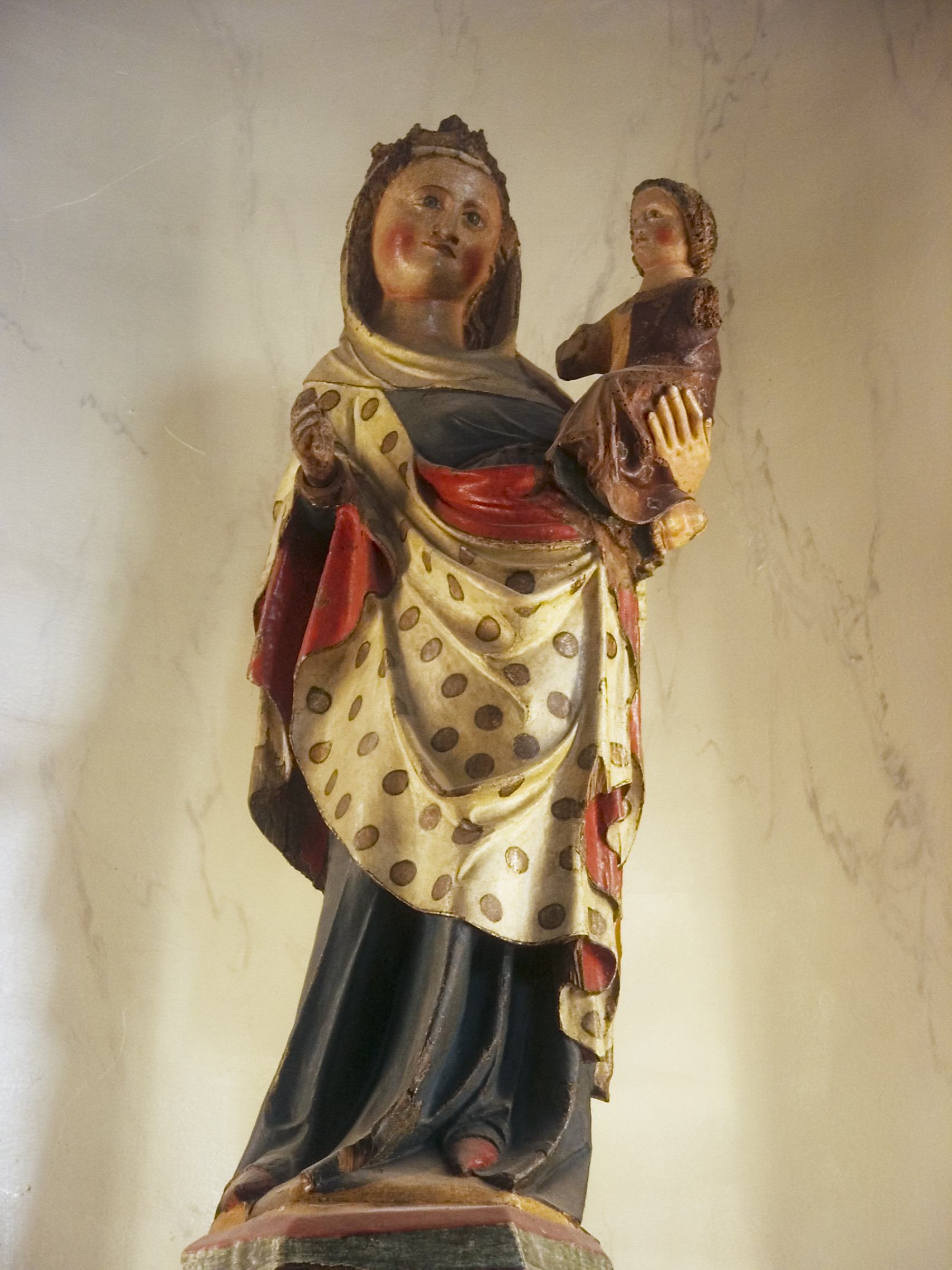
Virga Jesse in haar basiliek

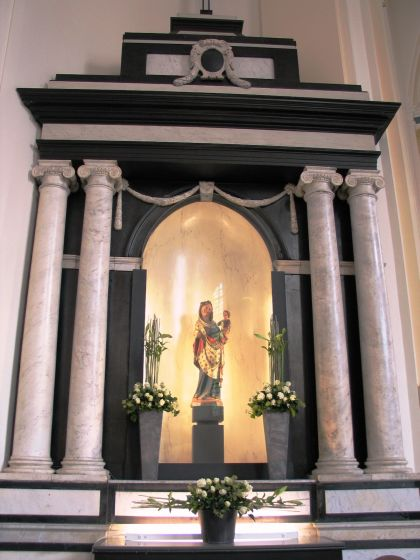
Virga Jesse in de Virga Jessebasiliek te Hasselt

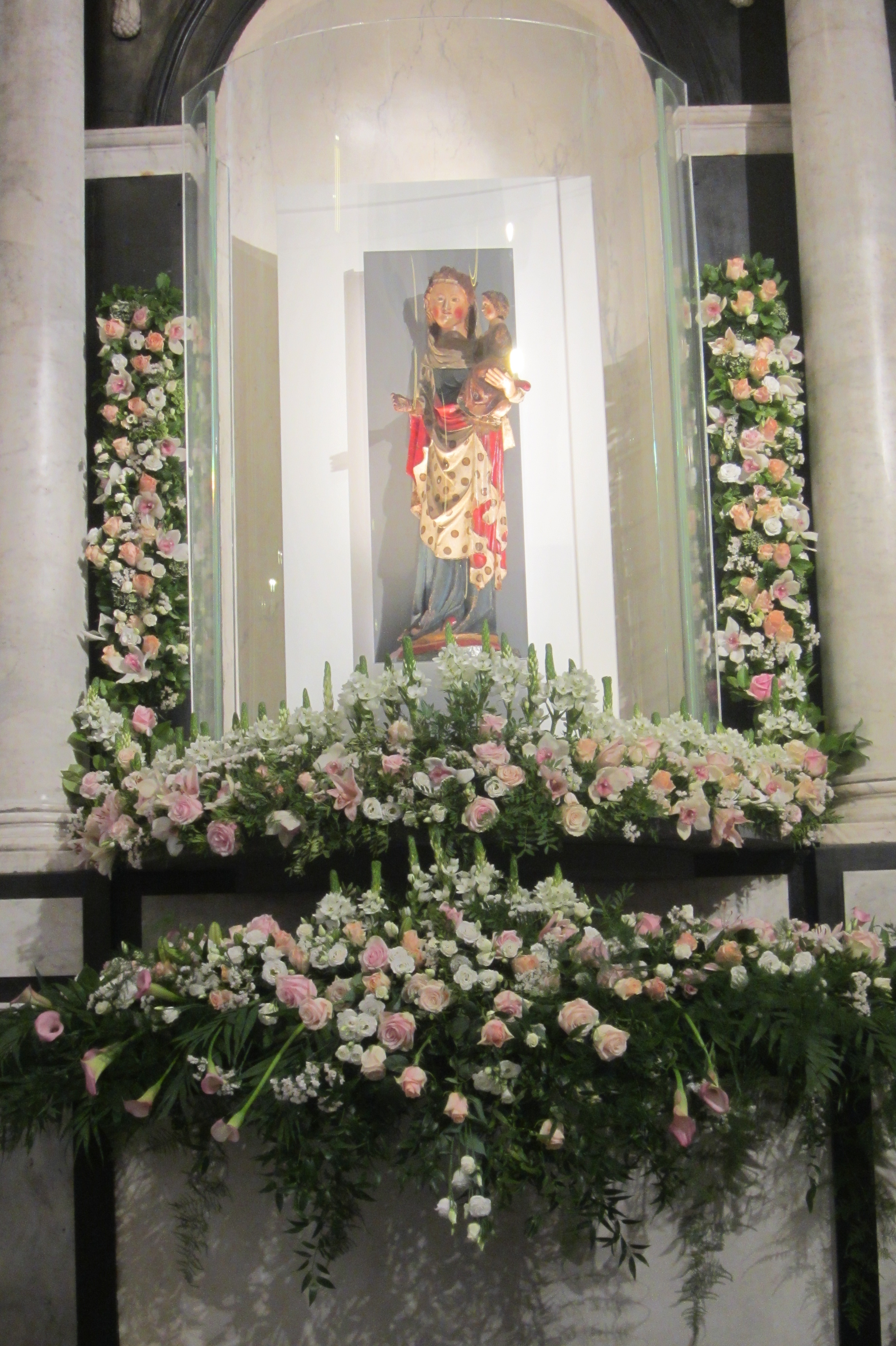
Virga Jesse tijdens de Zevenjaarlijkse Feesten, 2017

De Virga Jesseommegang is een Maria-processie, ter ere van de Virga Jesse, die sinds 1682 om de zeven jaar tijdens de maand augustus te Hasselt  wordt gehouden. De ommegangen die georganiseerd worden door het Comité Zevenjaarlijkse Virga Jessefeesten zijn een belangrijk onderdeel van de Zevenjaarlijkse Virga Jessefeesten, door Hasselaren gemeenlijk genoemd  't zeveste joar. Tegelijkertijd gaan er in de augustusmaand in de binnenstad verschillende randevenementen door zoals diverse toneel- en muziekuitvoeringen.

## Toelichting
De zevenjaarlijkse traditie gaat terug op de bezetting van de stad door Hollandse troepen in 1675, zodat gedurende zes jaar de processie niet kon doorgaan. Na de aftocht van de troepen werd de processie terug gehouden. Men besloot er een zevenjaarlijkse traditie van te maken.  Slechts ter gelegenheid van de Franse bezetting op het einde van de 18e eeuw en in 1940 bij de Duitse inval werd deze turnus onderbroken. Vanaf 1947 werd de traditie ononderbroken om de zeven jaar verdergezet. In 1867 werd het Mariabeeld gekroond naar aanleiding van de miraculeuze beëindiging van de veepest. De Hasseltse jeneverstokers financierden uit dankbaarheid de gouden kronen voor het beeld.
Virga Jesse is Latijn voor loot (aan de stam of boom) van Jesse, een uitdrukking die stamt uit de profetieën van Jesaja. In het christendom wordt de profetie gelezen als een aankondiging van Jezus van Nazareth, omdat hij afstamde van Jesse, de Latijnse naam voor Isaï. De genealogie van Jezus werd afgebeeld in de Boom van Jesse. Tijdens de ommegangen wordt er een 14e-eeuws gepolychromeerd gotisch mariabeeld, dat bewaard wordt in de Hasseltse Virga Jessebasiliek, doorheen de mooi versierde stad gevoerd.
Deze ommegang werd in 2009 door de Vlaamse overheid opgenomen in de Inventaris Vlaanderen voor Immaterieel Cultureel Erfgoed.

## Verschillende edities sinds 2003

### Editie 2003
Een van de opvallende elementen in de opbouw van de ommegangen in 2003 is de kleding van de uitgebeelde personages.  Zij dragen in tegenstelling tot zoveel historische optochten niet de vermoede kleding uit de tijd waarin de te herdenken gebeurtenis plaats had, doch verrassend moderne kledij.  De uitleg van sommige minder verfijnde Hasselaars: "aan baardheiligen hebben we geen boodschap..." Het is een oude maar moderne processie in een moderne stad.

In augustus 2003 heeft de eindverantwoordelijke, de heer Paul Judo, heel wat zorgen gehad, ondanks of precies omwille van de warme zomer, om de processie een normaal verloop te geven.  De hittegolf heeft ervoor gezorgd dat de eerste van de drie optochten ingekort moest worden, en een stortbui belette de tweede zondag een normaal verloop, zodat de daaropvolgende woensdagavond een verkort traject afgelegd werd.  Alleen de derde zondag heeft een normaal verloop gekend.

### Editie 2010
Ook de ommegang van 2010 dreigt er een met hindernissen te worden. De eerste ommegang op 15 augustus 2010 werd afgelast omwille van het regenweer. Eerst werd de start van de stoet uitgesteld met een half uur. Toen alle deelnemers moesten schuilen voor de regen beslisten de organisatoren om de eerste ommegang af te breken. De organisatoren onder het voorzitterschap van Guido Breban, beraadden zich over het verdere verloop van de evenementen. De volgende drie ommegangen (op 18, 22 en 29 augustus) gingen gewoon door, ondanks een paar regendruppels.

### Editie 2017
De eerste ommegang van 2017 ging door op zondag 6 augustus onder een stralende hemel. Ongeveer 2000 deelnemers trokken voorbij 25 000 toeschouwers. De dag erop was er erwtensoepbedeling aan de Virga Jessebasiliek en bonensoep aan de Minderbroederskerk. 
De tweede ommegang ging op zondag 13 augustus door in aanwezigheid van kardinaal Jozef De Kesel en de pauselijke nuntius. 

De volgende ommegang was een avondommegang en vond plaats op de dag van Onze Lieve Vrouw Tenhemelopneming. Omwille van het te verwachten slechte weer vertrok de ommegang één uur later dan afgesproken en wijzigde men het parcours. 

De feesten sloten onder veel belangstelling op zondag 20 augustus af met een laatste ommegang.

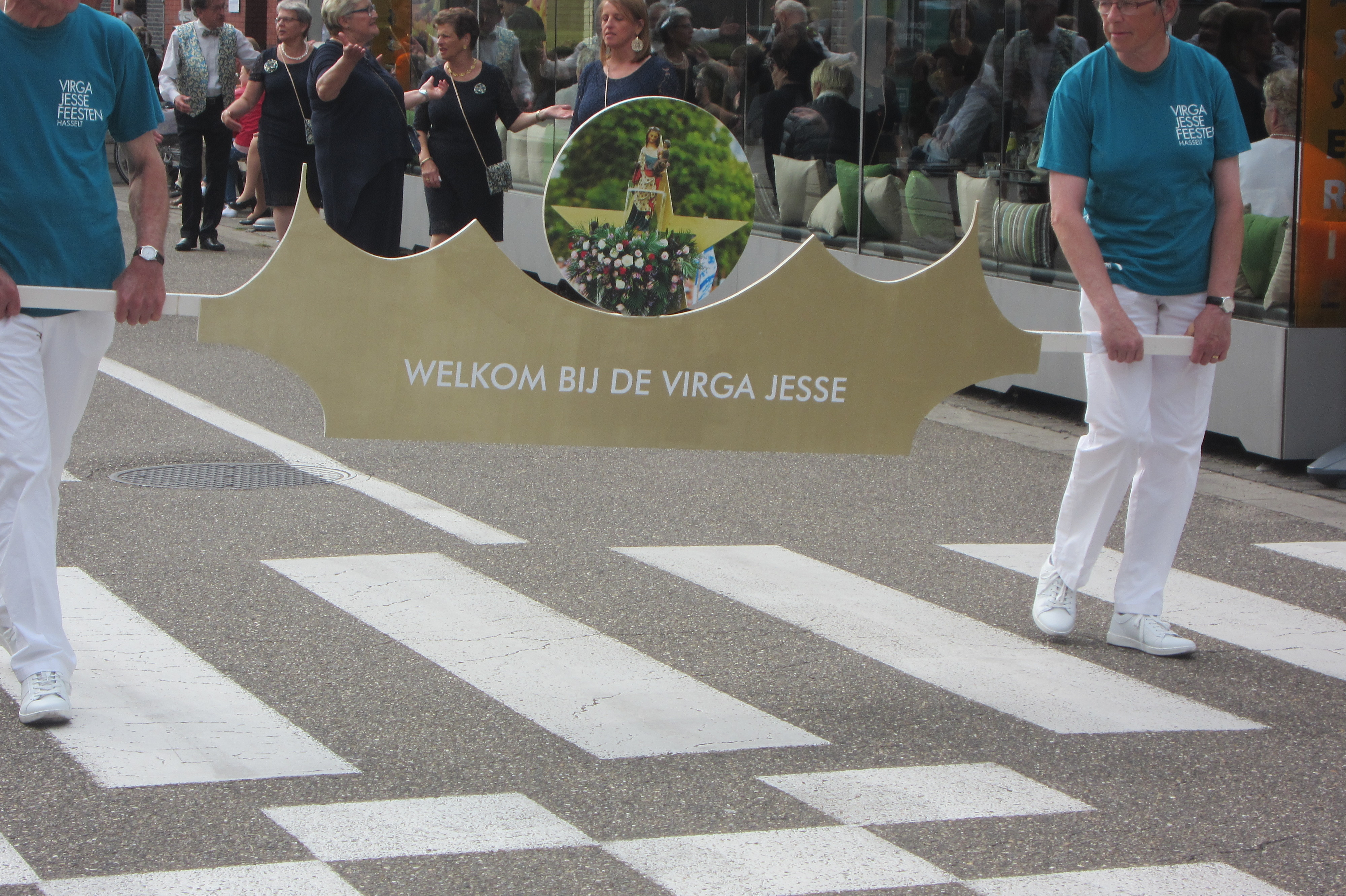
Start Virga Jesseommegang, 2017
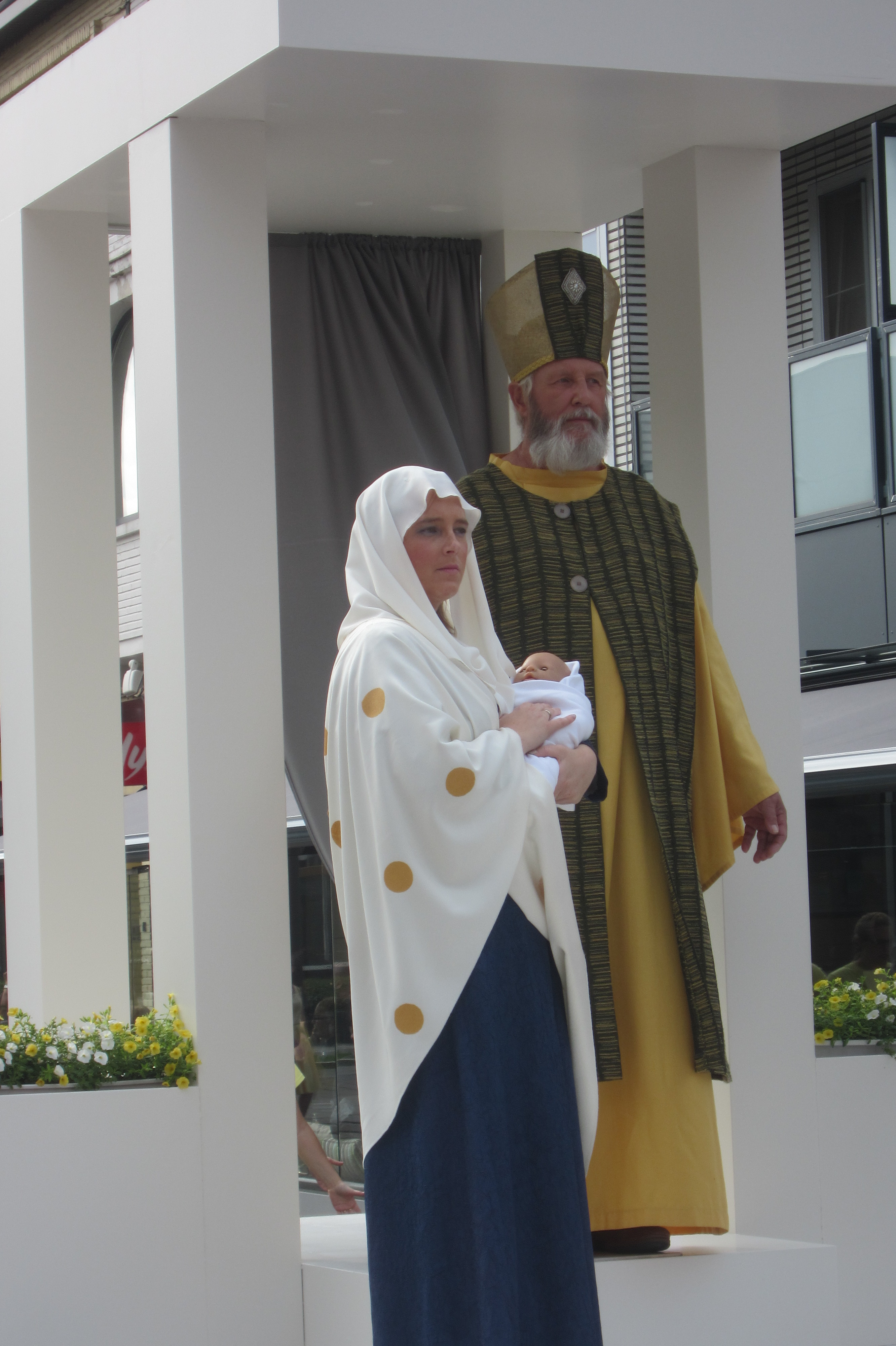
Virga Jesseommegang, 2017
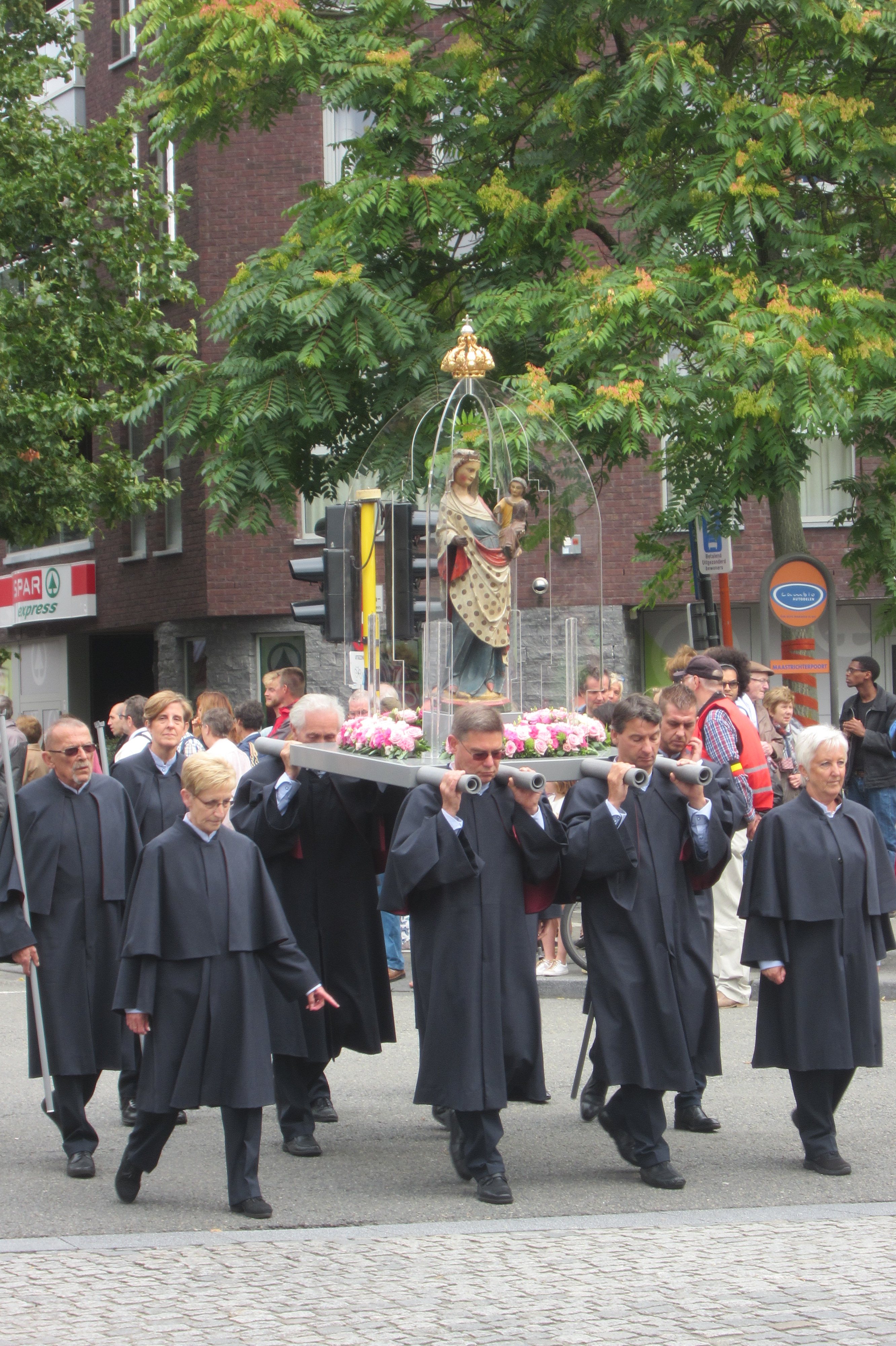
Virga Jesseommegang, 2017
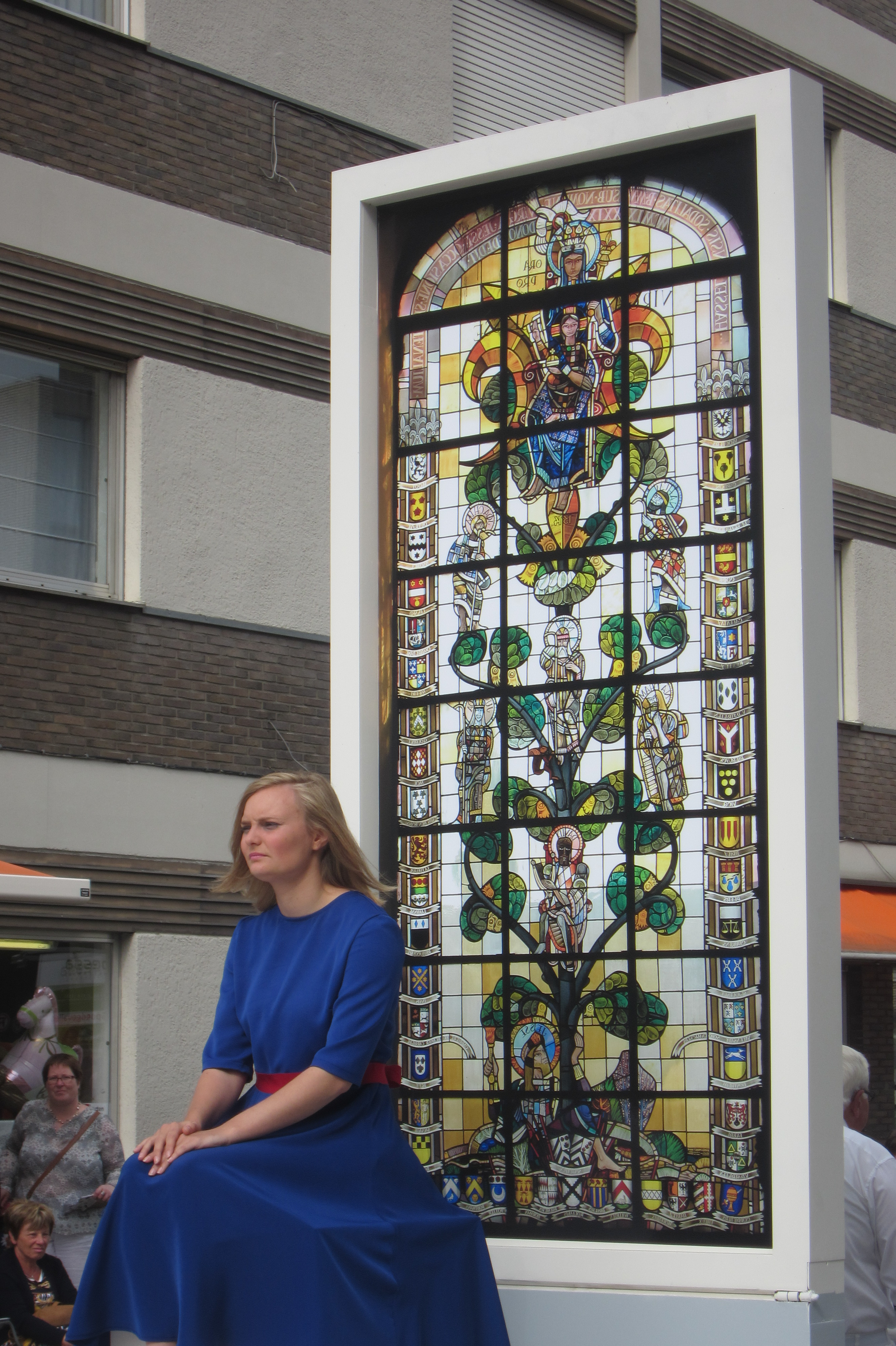
Virga Jesseommegang, 2017

### Editie 2024
De Virga Jessefeesten 2024 met het thema (h)echt zijn  vonden plaats van 11 tot en met 24 augustus. De ommegang trok driemaal door de straten van Hasselt: op donderdag 15 augustus en op zondag 18 augustus, telkens in de namiddag, en op zaterdag 24 augustus in de avond. Omwille van de regen werd deze laatste ommegang verlaat met meer dan 2 uur.
Voor het eerst in de geschiedenis van de Virga Jessefeesten werd de inhoud en de vorm samen met de deelnemers vormgegeven rond het centrale thema Gesterkt door Maria Virga Jesse. De regie was in handen van danspedagoog Luc Morren (Musart Hasselt, Imago Tijl, Kunstacademie Noord-Limburg). Beeldend kunstenaar Koen Lemmens ontwierp voor iedere ommeganggroep een kunstwerk. 